# Liste der Nummer-eins-Hits in Deutschland (1966)
Diese Liste enthält alle Nummer-eins-Hits in Deutschland im Jahr 1966. Es gab in diesem Jahr zwölf Nummer-eins-Singles, so viel wie seit Beginn der Chartauswertung im Jahr 1953 noch nicht, und sechs Nummer-eins-Alben.
| Singles | Alben |
| --- | --- |
| - The Rolling Stones: Get off of My Cloud - ½ Monat (1. Januar – 14. Januar) - Drafi Deutscher: Marmor, Stein und Eisen bricht - ½ Monat (15. Januar – 31. Januar, insgesamt 1½ Monate; → 1965) - Chris Andrews: Yesterday Man - 1½ Monate (1. Februar – 14. März) - Roy Black: Ganz in Weiß - ½ Monat (15. März – 31. März) - The Rolling Stones: 19th Nervous Breakdown - ½ Monat (1. April – 14. April) - Nancy Sinatra: These Boots Are Made for Walkin’ - 1½ Monate (15. April – 31. Mai) - Freddy Quinn: Hundert Mann und ein Befehl - ½ Monat (1. Juni – 14. Juni) - The Beach Boys: Sloop John B - 1 Monat (15. Juni – 14. Juli) - The Beatles: Paperback Writer - ½ Monat (15. Juli – 31. Juli) - Frank Sinatra: Strangers in the Night - 2 Monate (1. August – 30. September) - The Beatles: Yellow Submarine - 1 Monat (1. Oktober – 31. Oktober) - Dave Dee, Dozy, Beaky, Mick & Tich: Bend It - 2 Monate (1. November – 31. Dezember) | - Esther & Abi Ofarim – Neue Songs der Welt - 2 Monate (15. November 1965 – 14. Januar 1966, insgesamt 12 Wochen) - The Rolling Stones – Bravo Rolling Stones (Hör Zu) - 1 Monat (15. Januar – 14. Februar) - Esther & Abi Ofarim – Neue Songs der Welt - 1 Monat (15. Februar – 14. März, insgesamt 12 Wochen) - The Beatles – Rubber Soul - 4 Monate (15. März – 14. Juli) - The Rolling Stones – Aftermath - 2 Monate (15. Juli – 14. September) - The Beatles – Revolver - 2 Monate (15. September – 14. November) - Esther & Abi Ofarim – Das neue Esther & Abi Ofarim Album - 5 Monate (15. November 1966 – 14. April 1967) |

## Jahreshitparade
1. Frank Sinatra: Strangers in the Night
2. Freddy Quinn: Hundert Mann und ein Befehl
3. Nancy Sinatra: These Boots Are Made for Walkin’
4. The Mamas and the Papas: Monday, Monday
5. Chris Andrews: Yesterday Man
6. The Beach Boys: Barbara Ann
7. The Beatles: Michelle
8. Roy Black: Leg Dein Herz in meine Hände
9. The Beach Boys: Sloop John B
10. Roy Black: Ganz in Weiß